# Adrada de Haza
Adrada de Haza ist ein Ort und eine Gemeinde (municipio) mit 205 Einwohnern (Stand: 2024) im Zentrum der Provinz Burgos in der Autonomen Gemeinschaft Kastilien und León. Adrada de Haza liegt in der Comarca und der Weinbauregion Ribera del Duero.

## Lage und Klima
Die Gemeinde Adrada de Haza liegt etwa 85 Kilometer südlich der Provinzhauptstadt Burgos in einer Höhe von ca. 825 m am Río Riaza. Das Klima ist gemäßigt bis warm; Regen (ca. 457 mm/Jahr) fällt übers Jahr verteilt.

## Bevölkerungsentwicklung
| 1910 | 1930 | 1950 | 1970 | 1991 | 2001 | 2011 | 2017 |
| ---- | ---- | ---- | ---- | ---- | ---- | ---- | ---- |
| 696  | 691  | 725  | 562  | 292  | 284  | 252  | 221  |

## Wirtschaft
Die Region ist seit Jahrhunderten von der Landwirtschaft geprägt.

## Sehenswürdigkeiten
- Kirche Santa Columba aus dem 16. Jahrhundert
- Einsiedelei von Santo Cristo de los Remedios
- keltiberische Siedlungsreste
- mittelalterlicher Turm